# Temur Kecbaia
Temuri Kecbaia (gruz. თემური ქეცბაია, ur. 18 marca 1968 w Gali) – gruziński piłkarz występujący na pozycji pomocnika. Oprócz obywatelstwa gruzińskiego, posiada także cypryjskie. Od czerwca 2022 do 2024 selekcjoner reprezentacji Cypru.

## Kariera klubowa
Kecbaia karierę rozpoczynał w 1986 roku w Dinamo Suchumi, występującym w niższej lidze Związku Radzieckiego. Spędził tam jeden sezon. W tym czasie rozegrał tam 22 spotkania i zdobył 5 bramek. W 1987 roku przeszedł do pierwszoligowego Dinamo Tbilisi. W ciągu pierwszych dwóch sezonów pełnił tam rolę rezerwowego. Podstawowym graczem Dinama stał się od sezonu 1989. W 1990 roku po rozpadzie ZSRR przystąpił z klubem do gry w rozgrywkach ligi gruzińskiej. Już w pierwszym sezonie zdobył z klubem mistrzostwo Gruzji. W 1991 roku ponownie sięgnął z Dinamo po to trofeum. W Dinamie Kecbaia spędził w sumie pięć sezonów. Przez ten czas rozegrał tam 94 spotkania i strzelił 23 gole.
W 1991 roku przeszedł do cypryjskiego Anorthosisu Famagusta. W 1992 oraz 1994 roku wywalczył z klubem wicemistrzostwo Cypru. Łącznie grał tam przez trzy sezony. W tym czasie zagrał tam 76 razy i zdobył 36 bramek.
W 1994 roku podpisał kontrakt z greckim AEK Ateny. W pierwszym sezonie dotarł z klubem do finału Pucharu Grecji. Jego klub uległ tam jednak 0-1 Panathinaikosowi Ateny. W 1996 roku ponownie wystąpił w finale Pucharu Grecji. Tym razem został zwycięzcą tych rozgrywek po pokonaniu 7-1 Apollon Smyrnis. W tamtym spotkaniu Kecbaia strzelił gola, podwyższającego wynik meczu 5-0. W tym samym roku AEK wywalczył wicemistrzostwo Grecji. W 1997 roku po raz trzeci z rzędu zagrał w finale Pucharu Grecji. Wówczas po rzutach karnych wygrał mecz z Panathinaikosem Ateny. Również w 1997 roku został wicemistrzem Grecji. W AEK Kecbaia grał łącznie trzy lata. W sumie wystąpił tam 84 meczach i zdobył w nich 24 bramki.
Latem 1997 na zasadzie prawa Bosmana trafił do angielskiego Newcastle United. W Premier League zadebiutował 9 sierpnia 1997 w wygranym 2-1 meczu z Sheffield Wednesday. W 1998 roku wystąpił z klubem w finale Pucharu Anglii. Newcastle zostało tam jednak pokonane 2-0 przez Arsenal F.C. Rok później ponownie zagrał w finale tych rozgrywek, ale tym razem uległo 0-2 Manchesterowi United. W Newcastle spędził w sumie trzy sezony. W tym czasie zagrał tam 78 razy i strzelił 8 goli.
W 2000 roku odszedł do drugoligowego Wolverhampton Wanderers. Pierwszy występ zanotował tam 13 sierpnia 2000 w wygranym 2-0 spotkaniu z Sheffield Wednesday. Przez cały sezon rozegrał tam 2 spotkania i zdobył 3 bramki. Natomiast w lidze zajął z klubem dwunaste miejsce. W następnym sezonie w barwach Wolverhampton zagrał dwa razy, a potem odszedł do szkockiego Dundee F.C. Tam grał do końca sezonu, w którym uplasował się z klubem na dziewiątej pozycji w lidze. W sumie wystąpił tam w 22 meczach, w których strzelił 6 goli.
W 2002 roku powrócił do cypryjskiego klubu Anorthosis Famagusta, którego barwy reprezentował w latach 1991–1994. Tym razem jako piłkarz spędził tam cztery lata. W tym czasie zdobył z klubem mistrzostwo Cypru, a także Puchar Cypru. W 2006 roku zakończył karierę.

## Kariera reprezentacyjna
Jest byłym reprezentantem Gruzji. W drużynie narodowej grał w latach 1992–2003. W tym czasie rozegrał w niej 49 spotkań i zdobył 16 bramek. Był uczestnikiem eliminacji do MŚ 1994, Euro 1996, MŚ 1998, Euro 2000, MŚ 2002, jednak na żadne z nich jego reprezentacja nie wywalczyła awansu.

## Kariera trenerska
Latem 2002 roku powrócił do Anorthosisu jako piłkarz, a w styczniu 2004 został jego grającym trenerem. W 2005 roku prowadzona przez niego drużyna została mistrzem Cypru. Latem 2005 jego klub dotarł do trzeciej rundy eliminacji Ligi Mistrzów, jednak uległ tam w dwumeczu 1-4 Rangers i został przesunięty do Pucharu UEFA. Tam w pierwszej rundzie rozgrywek przegrał w dwumeczu 1-6 z US Palermo. Natomiast w lidze w sezonie 2005/2006 zajął czwarte miejsce i nie awansował do europejskich pucharów. W trakcie sezonu 2006/2007 Kecbaia zakończył karierę piłkarską i pozostał w klubie już tylko jako trener. Na koniec sezonu Anorthosis uplasował się na trzeciej pozycji w lidze. Zdobył także Puchar Cypru. W sezonie 2007/2008 występował w Pucharze UEFA. Zakończył go jednak na pierwszej rundzie po przegraniu 2-7 dwumeczu z Tottenham Hotspur. W 2008 roku został mistrzem Cypru. W sezonie po kwalifikacjach grał w Lidze Mistrzów. W swojej grupie zanotował jedno zwycięstwo, trzy remisy i dwie porażki. W efekcie tego z sześcioma punktami na koncie zajął czwarte miejsce w grupie i odpadł z europejskich pucharów. W rozgrywkach ligi cypryjskiej uplasował się na trzeciej pozycji. Po zakończeniu sezonu Kecbaia odszedł z klubu.
25 maja 2009 podpisał 3-letni kontrakt z greckim Olympiakosem Pireus. 15 września 2009 został zwolniony z funkcji trenera Olympiakosu.
W listopadzie 2009 podpisał kontrakt z Gruzińską Federacją Piłkarską, na mocy którego objął stanowisko selekcjonera gruzińskiej drużyny narodowej. 14 listopada 2014 zrezygnował z prowadzenia kadry. W sierpniu 2015 został trenerem APOEL FC.